# Cavallasca
Cavallasca je bývalá obec (comune), jež se nachází v provincii Como v italském regionu Lombardie přibližně 40 kilometrů severně od Milána a okolo 4 kilometrů západně od Como na hranici se Švýcarskem. Od roku 2017 se jedná o frazione San Fermo della Battaglia. K 31. prosinci 2004 měla obec 2 816 obyvatel a rozloha činila 2,7 km².